# ゼッケン (雑誌)
週刊ゼッケン（Zeichen）とは、サンケイスポーツが1999年に発行していたスポーツ専門の雑誌である。
1999年4月から毎週月曜日に発行し、競馬雑誌「週刊Gallop」と同じように、スポーツ紙の特性を活かし、日曜日のスポーツシーンも翌日に掲載することを売りとしていたが、売り上げが低迷したため同年8月中旬に突如休刊した。
サンケイスポーツはその後2000年に、角川書店とのタイアップにより隔週刊発行のスポーツ雑誌「Sports Yeah!」を創刊したが、これも2006年12月に休刊となった。